# Castello Baradello
Castello Baradello was een burcht bij Como in de Italiaanse provincie Como in de regio Lombardije. Van de burcht resteert voornamelijk nog de toren.

## Geschiedenis
Het kasteel lag bij de plaats Comum Oppidum, de oorspronkelijke nederzetting van Como en dateert van het 1e millennium v.Chr.. Later was het een van de laatste Byzantijnse versterkingen in het gebied en werd in 588 opgegeven aan de Lombarden. Tijdens de oorlog van de Lombardische Liga werd het kasteel hersteld met behulp van Keizer Frederik I Barbarossa. Barbarossa schonk het aan de burgers van Como in 1178.
Na de verovering van Como in 1335 werd het kasteel hersteld en uitgebreid door Azzo Visconti en bouwde ook een ander kasteel: het Castello della Torre Rotonda. 
In 1527 werd het kasteel in opdracht van keizer Karel V ontmanteld, met uitzondering van de toren, om te voorkomen dat het kasteel in handen zou vallen van de Franse troepen die het hertogdom van Milaan waren binnengevallen. Na een tijd behoort te hebben aan monniken en vervolgens aan particulieren, werd het kasteel in 1971 gerestaureerd.

## Beschrijving
Het best bewaarde element van de burcht is een vierkante toren met afmetingen van 8,2 x 8,35 meter aan de basis en een hoogte van 27,5 meter. De burcht staat op een heuveltop met een hoogte van 430 meter. De muren zijn van Byzantijnse oorsprong (6e-7e eeuw); deze werden later verhoogd en voorzien van kantelen, terwijl een andere buitenliggende lijn van muren werd toegevoegd.
Daarnaast omvat het complex ook een Sint-Nicolaaskapel en een vierkante toren (4,4 x 4,15 meter aan de basis) die beide uit de 6e eeuw stammen. Deze toren werd gebruikt als de woning van de kasteelheer.